# Pyrausta paghmanalis
Pyrausta paghmanalis is een vlinder van de familie van de grasmotten (Crambidae). De wetenschappelijke naam van deze soort is voor het eerst voorgesteld als Trigonuncus paghmanalis door Hans Georg Amsel in een publicatie uit 1970.
De soort komt voor in Afghanistan en is voor het eerst ontdekt in Paghman op een hoogte van 2200 meter.